# Силвейра, Режина
Режина Силвейра (порт.-браз. Regina Silveira; род. 18 января 1939, Порту-Алегри, Бразилия) — современная бразильская художница.

## Образование
- Школа искусств и коммуникаций, Университет Сан-Паулу, Бразилия
- Институт искусств, университет Риу-Гранди-ду-Сул, Порту-Алегри, Бразилия Начала изучать искусство в 1950 году, помимо живописи она изучала литографию и гравюру на дереве.  В возрасте 20-ти лет она окончила Институт искусств, университета Риу-Гранди-ду-Сул. В  этом же учреждении она и преподавала, в это время, она практиковалась в работе со скульптурой и живописи под руководством Ибери Камарго, Франциско Стоккинга и Марсело Грассмана. В 1967 году она получила стипендию для изучения истории искусств в Мадриде. Вернулась в Бразилию в 1973 году, где продолжила обучение в Школе искусств и коммуникаций, Университета Сан-Паулу. В 1980 году она окончила обучение, получив степень магистра искусств и степень доктора философии в 1984 году. Продолжала работать во многих учебных заведениях по всему региону в течение следующих нескольких десятилетий.

## Творчество
В творчестве Режины Силвейры ощущается влияние концептуального искусства, минимализма и поп-арта. Больше всего художницу интересуют классические темы искусства: игра света и тени, система визуальной репрезентации, вопросы перспективы, иллюзия объёма в двухмерном пространстве. Художница применяет различные методы перспективных проекций, переделывая и деконструируя их для создания парадоксальных образов. Таких, как тени без тел, которые их отбрасывают, или тени, которые противоречат отбрасывающему их объекту. Силвейра также использует следы и отпечатки, говорящие о присутствии и отсутствии, смешивая несколько техник печати в одной работе, достигая архитектурных качеств изображаемого.
В период с 1979 по 1981 годы художница создала Anamorfas — серию работ, которые открыли новые перспективы в её творчестве. Фотографируя повседневные объекты, такие, как пара ножниц или очки с определённого угла, художница преображала и искажала их, создавая таинственную реальность. За этой серией последовала другая — Simulacros. Это фотографические работы, инсталляции и объекты, всегда монохромные, основанные на нарушении законов проекции и теории теней. Среди Simulacros можно выделить работы для XVII биеннале в Сан-Пауло в 1983 году. Монументальные силуэты «Сушилки для бутылок» и «Колеса» Дюшана служили фиктивными тенями от пустых пьедесталов для скульптуры. За Simulacros, Силвейра создала Inflexões (1985—1987), серию силуэтов, которые использовались как самостоятельные произведения и части инсталляций.
Для создания The Saint’s Paradox (недоступная ссылка) (1994), Режина Силвейра соединила два элемента из двух культурных контекстов. Небольшая фольклорная деревянная фигурка на пьедестале — Апостол Иаков — отбрасывает огромную искаженную тень. Но это не тень маленькой фигурки, вместо этого зритель узнает форму героической конной статуи. Это изображение принца Кашиаса, командира в войне между Бразилией, Аргентиной и Уругваем (1864—1870). Эта война считается самым кровавым конфликтом в истории Латинской Америки. Силвейра сочетает искаженную тень героя войны с фигурой святого апостола, который является покровителем испанских военных. Пространственный коллаж соединяет две разные фигуры парадоксальным образом. Тень и объект, который якобы её отбрасывает, соединены двойным отсутствием: фигура утратила свою правильную тень, а тень не соединена с исходным объектом.

## Персональные выставки
- 2007 Mundus Admirabilis, Jardim do Poder, Centro Cultural Banco do Brasil, Бразилия
- 2007 Outgrown (Следы и тени), Philip Feldman Gallery, Pacific Northwest College of Art, Портленд, США
- 2007 Sombra Luminosa, Museo de Arte del Banco de la Republica, Богота, Колумбия
- 2007 Ficções, Museu Vale do Rio Doce, Vila Velha, Бразилия
- 2007 Compêndio [rs], Museu de Arte da Pampulha, Белу-Оризонти, Бразилия
- 2006 Observatório, Projeto Octógono de Arte Contemporânea, Государственная картинная галерея Сан-Пауло, Бразилия
- 2006 Luz-Zul, Культурный центр Telemar, Рио-де-Жанейро, Бразилия
- 2006 Huellas & Sombras, Галерея изобразительных искусств Университета Рикардо Пальма, Лима, Перу
- 2005 Sicardi Gallery, Хьюстон, США
- 2005 Lumen, Palacio de Cristal, Museo Nacional Centro de Arte Reina Sofia, Мадрид, Испания
- 2004 Desapariencia (Taller), El Cubo-Sala de Arte Público Siqueiros, Мехико, Мексика
- 2004 Tracking Over, Испанский культурный центр, Монтевидео, Уругвай
- 2004 Derrapagem, Projeto Parede, Музей Современного Искусства в Сан-Паулу, Бразилия
- 2003 ClaraLuz, Centro Cultural Banco do Brasil, Сан-Паулу, Бразилия
- 2002 A Lição, Galeria Brito Cimino, Сан-Паулу, Бразилия
- 2001 Dobras, Atelier FINEP, Paço Imperial, Рио-де-Жанейро, Бразилия
- 2001 Dueto/Duelo, Palácio da Abolição, Форталеза, Бразилия
- 2001 Desaparências (Estúdio), Torreão, Порту-Алегри, Бразилия
- 2000 Perpetual Transformation, Art Museum of the Americas, Вашингтон, США
- 2000 Equinócio, Pavilhão das Cavalariças, Parque Lage, Рио-де-Жанейро, Бразилия
- 2000 Ex Orbis — Making of, SENAC, Сан-Паулу, Бразилия
- 1999 Desapariencias, Galeria Gabriela Mistral, Сантьяго, Чили
- 1998 Velox, Galeria Brito Cimino, Сан-Паулу, Бразилия; Blue Star Art Center, Сан-Антонио, США; Музей современного искусства, Буэнос-Айрес, Аргентина
- 1997 intro (re: fresh widow, r.s.), Casa Triângulo, Сан-Паулу, Бразилия
- 1997 To be Continued…, Northern Illinois University Art Museum, Чикаго, США
- 1996 Grafias, Museu de Arte de São Paulo Assis Chateaubriand, Сан-Паулу, Бразилия
- 1996 Gone Wild: Inside/Out Series, Музей Современного Искусства, Сан-Диего, США
- 1996 Velox, Galleria Il Gabbiano, Ла Специя, Италия
- 1995 Mapping the Shadows, LedisFlam Gallery, Нью-Йорк, США
- 1995 Regina Silveira: Desenhos, AS Studio, Сан-Паулу, Бразилия
- 1995 Museu de Arte do Rio Grande do Sul, Порту-Алегри, Бразилия
- 1994 Expandables, Brazilian-American Cultural Institute Art Gallery, Вашингтон, США
- 1993 Masterpieces (In Absentia), LedisFlam Gallery, Нью-Йорк, США
- 1992 Encuentro, Bass Museum, Майями, США
- 1992 In Absentia (Stretched): Contemporary Currents Series, Queens Museum of Art, Нью-Йорк, США
- 1992 Simile: Office 2, LedisFlam Gallery, Нью-Йорк, США
- 1991 Auditorium II (Black), Galeria Luisa Strina, Сан-Паулу, Бразилия
- 1991 Interiors, Mitchell Museum, Маунт-Вернон, США
- 1991 On Absence: Office Furniture, One American Center Building, Остин, США
- 1990 Micro Hall Art Center, Edewecht, Германия
- 1990 Auditorium II, Cooperativa de Actividades Artísticas Árvore, Порту, Португалия
- 1989 Vértice, Museu de Arte Contemporânea da Universidade de São Paulo, Сан-Паулу, Бразилия
- 1989 Galeria Luisa Strina, Сан-Паулу, Бразилия
- 1989 Galeria Arte&Fato, Порту-Алегри, Бразилия
- 1988 Projectio, Fundação Calouste Gulbenkian, Лиссабон, Португалия
- 1988 Museu de Arte do Rio Grande do Sul, Порту-Алегри, Бразилия
- 1987 Inflexões, Arte Galeria, Fortaleza, CE and Galeria Luisa Strina, Сан-Паулу, Бразилия
- 1985 Museu de Arte Contemporânea do Paraná, Куритиба, Бразилия
- 1984 Simulacros, Museu de Arte Contemporânea da Universidade Сан-Паулу, Бразилия
- 1984 Sombras, Museu de Arte do Rio Grande do Sul, Порту-Алегри, Бразилия
- 1982 Anamorfas, Музей современного искусства в Рио-де-Жанейро, Бразилия
- 1980 Anamorfas, Museu de Arte Contemporânea da Universidade Сан-Паулу, Бразилия
- 1978 Pinacoteca do Instituto das Artes da Universidade Federal do Rio Grande do Sul, Порту-Алегри, Бразилия
- 1977 Gabinete das Artes Gráficas, Сан-Паулу, Бразилия
- 1975 Centro de Arte y Comunicación CAYC, Буэнос-Айрес, Аргентина
- 1975 Gabinete das Artes Gráficas, Сан-Паулу, Бразилия
- 1973 Sala de Arte, Mayaguez, Пуэрто-Рико
- 1973 Galeria Seiquer, Мадрид, Испания
- 1970 Sala de Arte, Mayaguez, Пуэрто-Рико
- 1968 Galeria U, Монтевидео, Уругвай
- 1968 Museu de Arte do Rio Grande do Sul, Порту-Алегри, Бразилия
- 1961 Museu de Arte do Rio Grande do Sul, Порту-Алегри, Бразилия

## Публичные коллекции
- Agnes Etherington Art Center, Кингстон, Канада
- Coleção Centro Dragão do Mar Arte e Cultura, Форталеза, Бразилия
- Coleção Centro de Arte Contemporânea Inhotim, Brumadinho, Бразилия
- Coleção Itaú, São Paulo, Бразилия
- Coleção SESC, São Paulo, Бразилия
- El Museo del Barrio, Нью-Йорк, США
- Foundation for Contemporary Performance Arts, Нью-Йорк, США
- Mitchell Museum, Монт-Вернон, США
- Museo de Arte Moderno, Буэнос-Айрес, Аргентина
- Museu de Arte Contemporânea da Universidade, Сан-Пауло, Бразилия
- Museu de Arte Contemporânea do Paraná, Куритиба, Бразилия
- Museu de Arte de São Paulo Assis Chateaubriand, Бразилия
- Museu de Arte do Rio Grande do Sul, Порту-Алегри, Бразилия
- Museu de Arte Moderna, Сан-Пауло, Бразилия
- Museu de Arte Moderna, Рио-де-Жанейро, Бразилия
- Museum of Contemporary Art San Diego, Ла Джолла, USA
- Pinacoteca do Instituto de Artes da Universidade Federal do Rio Grande do Sul, Порту-Алегри, Бразилия
- Pinacoteca do Estado Сан-Пауло, Бразилия
- Pinacoteca Municipal Сан-Пауло, Бразилия
- Taipei Fine Arts Museum, Тайбэй, Тайвань
- The Jack S. Blanton Museum of Art, University of Texas, Остин, США
- The Queens’ Museum of Art, Нью-Йорк, США